# Swagger Jagger
Swagger Jagger è il singolo di debutto della cantante inglese Cher Lloyd, pubblicato il 29 luglio 2011 dall'etichetta discografica Syco Music. Il singolo è il primo ad essere estratto dall'album di debutto della cantante, Sticks and Stones, uscito nel novembre dello stesso anno. Il singolo è stato scritto da Cher Lloyd, Clarence Coffee Jr., Andre Davidson, Sean Davidson, Andrew Harr, Jermaine Jackson, Petr Brdicko, Marcus Lomax e Autumn Rowe e prodotto dalla squadra discografica The Runners e da The Monarch. Il singolo è entrato alla prima posizione della classifica britannica vendendo 66 000 copie nella sua prima settimana e alla seconda in Irlanda. Nel Regno Unito ha finora venduto 185 000 copie in totale.
Il singolo era inizialmente apparso online il 15 giugno 2011, ma la cantante ha confermato che quello era solo un demo. La canzone ha iniziato a ricevere airplay radiofonico a partire dal 20 giugno. Il video di Swagger Jagger è stato pubblicato sul canale VEVO di Cher Lloyd il 1º luglio 2011.

## Tracce
EP digitale
1. Swagger Jagger - 3:12
2. Swagger Jagger (HyGrade Club Mix) - 3:32
3. Swagger Jagger (Wideboys Radio Edit) - 3:03
4. Swagger Jagger (Dillon Francis Remix) - 5:06
5. Swagger Jagger (Eyes Remix) - 4:27

CD singolo
1. Swagger Jagger - 3:12
2. Swagger Jagger (HyGrade Radio Mix) - 3:35

Download digitale (Stati Uniti)
1. Swagger Jagger - 3:12

## Classifiche
| Classifica (2011) | Posizione massima |
| ----------------- | ----------------- |
| Belgio (Fiandre)  | 55                |
| Irlanda           | 2                 |
| Paesi Bassi       | 60                |
| Regno Unito       | 1                 |